# Guillermo Farré
Guillermo Martín Farré (Colón, Buenos Aires, 16 de marzo de 1981) es un exfutbolista argentino. Jugaba de volante central y su último club fue Estudiantes de Río Cuarto de la Primera Nacional. Actualmente está sin club. Es reconocido por hacer el gol que mandó a River Plate al Nacional B.

## Trayectoria

### Como jugador
En cada institución que se desempeñó fue y es considerado un jugador referente por su regularidad, experiencia y compromiso, llevando la cinta de capitán en algunos clubes que jugó (Central Córdoba de Rosario, Belgrano de Córdoba y Sarmiento de Junín). Donde mayor relevancia tuvo su carrera fue en el Pirata Cordobés, siendo el tercer jugador con más presencias en dicho club (327), detrás de Juan Carlos Olave (382) y Luis Fabián Artime (337); y consiguiendo, en los 10 años que estuvo, jugar 3 promociones por el ascenso (contra Racing Club en 2008, contra Rosario Central en 2009 y contra River Plate en 2011).
En la primera división consiguió con el Pirata, además del ascenso, dos subcampeonatos en la Primera División: el Torneo Apertura 2011 y el Inicial 2012, y tres clasificaciones a Copa Sudamericana (2013, 2014 y 2015), siendo un estandarte fundamental en los equipos del Ruso Zielinski, convirtiendo goles muy importantes (River, Boca, Vélez, Estudiantes, Quilmes, Talleres, entre otros). En julio de 2017, rescindió su contrato y dejó de jugar en el club cordobés luego de diez años.
El 19 de julio de 2017, se convirtió en jugador de Sarmiento de Junín.Luego de un frustrado ascenso, se despidió del club en junio de 2019 tras no renovar su contrato.Luego de su etapa en el Verde, se marchó a jugar a Mitre de Santiago del Estero durante una temporada.
En septiembre de 2020, se oficializó su contratación como jugador de Estudiantes de Río Cuarto.En diciembre del mismo año, a los 39 años, decidió culminar su carrera como futbolista profesional.

### Como entrenador
Luego de retirarse como futbolista, se convirtió en asistente técnico de Ricardo Zielinski en Estudiantes de La Plata.En mayo de 2021, dejó su cargo en el club platense para convertirse en entrenador.
El 20 de mayo de 2021, fue confirmado como entrenador de Belgrano.En la temporada 2022, obtuvo el ascenso a la máxima categoría luego de vencer a Brown de Adrogué por 3-2.Para el 2023, el club logró avanzar a los cuartos de final de la Copa de la Liga Profesional aunque quedó eliminado ante River Plate en dicha instancia.De igual manera, el equipo cordobés había obtenido la clasificación a la Copa Sudamericana en el mes de noviembre.El 13 de marzo de 2024, presentó su renuncia al cargo luego de una serie de malos resultados.
El 13 de junio del 2024, fue anunciado como técnico del Sporting Cristal hasta diciembre del 2025. En abril de 2025, fue relevado de sus funciones después de un irregular comienzo en la temporada.

## Clubes y estadísticas

### Como jugador
| Club                         | Div.                | Temporada           | Liga  | Liga  | Copas Nacionales | Copas Nacionales | Torneos Internacionales | Torneos Internacionales | Otros | Otros | Total | Total |
| Club                         | Div.                | Temporada           | Part. | Goles | Part.            | Goles            | Part.                   | Goles                   | Part. | Goles | Part. | Goles |
| ---------------------------- | ------------------- | ------------------- | ----- | ----- | ---------------- | ---------------- | ----------------------- | ----------------------- | ----- | ----- | ----- | ----- |
| Central Córdoba Argentina    |                     |                     |       |       |                  |                  |                         |                         |       |       |       |       |
| ?.ª                          | 2001-07             | ?                   | ?     | —     | —                | —                | —                       | —                       | —     | ?     | ?     |       |
| Total                        | Total               | 135                 | 9     | —     | —                | —                | —                       | —                       | —     | 135   | 9     |       |
| Belgrano Argentina           | 2.ª                 | 2007-08             | 30    | Y     | —                | —                | —                       | —                       | 2     | 0     | 32    | 0     |
| Belgrano Argentina           | 2.ª                 | 2008-09             | 30    | 2     | —                | —                | —                       | —                       | —     | —     | 30    | 2     |
| Belgrano Argentina           | 2.ª                 | 2009-10             | 30    | 3     | —                | —                | —                       | —                       | —     | —     | 30    | 3     |
| Belgrano Argentina           | 2.ª                 | 2010-11             | 33    | 0     | —                | —                | —                       | —                       | 2     | 1     | 35    | 1     |
| Belgrano Argentina           | 1.ª                 | 2011-12             | 33    | 1     | —                | —                | —                       | —                       | —     | —     | 33    | 1     |
| Belgrano Argentina           | 1.ª                 | 2012-13             | 37    | 4     | 1                | 0                | —                       | —                       | —     | —     | 38    | 4     |
| Belgrano Argentina           | 1.ª                 | 2013-14             | 34    | 3     | —                | —                | 2                       | 0                       | —     | —     | 36    | 3     |
| Belgrano Argentina           | 1.ª                 | 2014                | 18    | 0     | 1                | 0                | —                       | —                       | —     | —     | 19    | 0     |
| Belgrano Argentina           | 1.ª                 | 2015                | 27    | 0     | 1                | 0                | 2                       | 0                       | 3     | 0     | 33    | 0     |
| Belgrano Argentina           | 1.ª                 | 2016                | 14    | 0     | 3                | 0                | 2                       | 0                       | —     | —     | 19    | 0     |
| Belgrano Argentina           | 1.ª                 | 2016-17             | 22    | 1     | —                | —                | —                       | —                       | —     | —     | 22    | 1     |
| Belgrano Argentina           | Total               | Total               | 308   | 14    | 6                | 0                | 6                       | 0                       | 7     | 1     | 327   | 15    |
| Sarmiento de Junín Argentina | 2.ª                 | 2017-18             | 26    | 1     | —                | —                | —                       | —                       | —     | —     | 26    | 1     |
| Sarmiento de Junín Argentina | 2.ª                 | 2018-19             | 26    | 1     | —                | —                | —                       | —                       | —     | —     | 26    | 1     |
| Sarmiento de Junín Argentina | Total               | Total               | 52    | 2     | —                | —                | —                       | —                       | —     | —     | 52    | 2     |
| Total en su carrera          | Total en su carrera | Total en su carrera | 495   | 26    | 7                | 0                | 6                       | 0                       | 7     | 1     | 515   | 26    |
| 1. 2. 3.                     |                     |                     |       |       |                  |                  |                         |                         |       |       |       |       |

#### Resumen
| Club                       | País            | Año             | Partidos | Goles |
| -------------------------- | --------------- | --------------- | -------- | ----- |
| Central Córdoba de Rosario | Argentina       | 2001-2007       | 135      | 9     |
| Belgrano                   | Argentina       | 2007-2017       | 327      | 15    |
| Sarmiento de Junín         | Argentina       | 2017-2019       | 52       | 2     |
| Mitre                      | Argentina       | 2019-2020       | 13       | 0     |
| Estudiantes de Rio Cuarto  | Argentina       | 2020            | 1        | 0     |
| Total en clubes            | Total en clubes | Total en clubes | 528      | 26    |

### Como entrenador
| Equipo                  | Div.                | Temporada           | Liga  | Liga | Liga | Liga | Liga |       | Copa | Copa | Copa | Copa  |   | Internacional | Internacional | Internacional | Internacional | Internacional |   | Otros | Otros | Otros | Otros |    | Totales | Totales     | Totales | Totales | Totales | Totales | Totales | Totales | Totales |
| Equipo                  | Div.                | Temporada           | Part. | G    | E    | P    | Pos. | Part. | G    | E    | P    | Part. | G | E             | P             | Pos.          | Part.         | G             | E | P     | Part. | G     | E     | P  | Puntos  | Rendimiento | GF      | GC      | Dif.    |         |         |         |         |
| ----------------------- | ------------------- | ------------------- | ----- | ---- | ---- | ---- | ---- | ----- | ---- | ---- | ---- | ----- | - | ------------- | ------------- | ------------- | ------------- | ------------- | - | ----- | ----- | ----- | ----- | -- | ------- | ----------- | ------- | ------- | ------- | ------- | ------- | ------- | ------- |
| Belgrano Argentina      | 2.ª                 | 2021                | 23    | 12   | 5    | 6    | 6.º  | -     | -    | -    | -    | -     | - | -             | -             | -             | -             | -             | - | -     | 23    | 12    | 5     | 6  | 41/69   | 59.42 %     | 29      | 16      | +13     |         |         |         |         |
| Belgrano Argentina      | 2.ª                 | 2022                | 36    | 24   | 7    | 5    | 1.º  | 3     | 1    | 2    | 0    | -     | - | -             | -             | -             | -             | -             | - | -     | 39    | 25    | 9     | 5  | 84/117  | 71.79 %     | 50      | 24      | +26     |         |         |         |         |
| Belgrano Argentina      | 1.ª                 | 2023                | 27    | 10   | 6    | 11   | 13.º | 18    | 7    | 6    | 5    | -     | - | -             | -             | -             | -             | -             | - | -     | 45    | 17    | 12    | 16 | 63/135  | 46.67 %     | 44      | 47      | -3      |         |         |         |         |
| Belgrano Argentina      | 1.ª                 | 2024                | -     | -    | -    | -    | -    | 11    | 1    | 5    | 5    | -     | - | -             | -             | -             | -             | -             | - | -     | 11    | 1     | 5     | 5  | 8/33    | 24.24 %     | 14      | 16      | -2      |         |         |         |         |
| Belgrano Argentina      | Total               | Total               | 86    | 46   | 18   | 22   | -    | 32    | 9    | 13   | 10   | -     | - | -             | -             | -             | -             | -             | - | -     | 118   | 55    | 31    | 32 | 196/354 | 55.37 %     | 137     | 103     | +34     |         |         |         |         |
| Sporting Cristal · Perú | 1.ª                 | 2024                | 17    | 10   | 4    | 3    | 2.º  | -     | -    | -    | -    | -     | - | -             | -             | -             | -             | -             | - | -     | 17    | 10    | 4     | 3  | 34/51   | 66.66 %     | 47      | 15      | +32     |         |         |         |         |
| Sporting Cristal · Perú | 1.ª                 | 2025                | 7     | 3    | 1    | 3    | Inc. | -     | -    | -    | -    | 2     | 0 | 0             | 2             | Inc.          | -             | -             | - | -     | 9     | 3     | 1     | 5  | 10/27   | 37.03 %     | 14      | 16      | -2      |         |         |         |         |
| Sporting Cristal · Perú | Total               | Total               | 24    | 13   | 5    | 6    | -    | -     | -    | -    | -    | 2     | 0 | 0             | 2             | -             | -             | -             | - | -     | 26    | 13    | 5     | 8  | 44/78   | 56.41 %     | 61      | 31      | +30     |         |         |         |         |
| Total en su carrera     | Total en su carrera | Total en su carrera | 110   | 59   | 23   | 28   | -    | 32    | 9    | 13   | 10   | 2     | 0 | 0             | 2             | -             | -             | -             | - | -     | 144   | 68    | 36    | 40 | 240/432 | 55.55 %     | 198     | 134     | +64     |         |         |         |         |
| 1.                      |                     |                     |       |      |      |      |      |       |      |      |      |       |   |               |               |               |               |               |   |       |       |       |       |    |         |             |         |         |         |         |         |         |         |

#### Resumen por competencias
| Torneo                        | PD  | G  | E  | P  | GF  | GC  | Dif. | Rendimiento | Mejor Resultado  |
| ----------------------------- | --- | -- | -- | -- | --- | --- | ---- | ----------- | ---------------- |
| Primera B Nacional            | 59  | 36 | 12 | 11 | 77  | 39  | +38  | 67.8 %      | Campeón          |
| Primera División de Argentina | 27  | 10 | 6  | 11 | 20  | 26  | -6   | 44.45 %     | 13.º lugar       |
| Copa Argentina                | 7   | 3  | 2  | 2  | 6   | 4   | +2   | 52.38 %     | Octavos de final |
| Copa de la Liga Profesional   | 25  | 6  | 11 | 8  | 34  | 34  | +0   | 38.67 %     | Cuartos de final |
| Primera División del Perú     | 24  | 13 | 5  | 6  | 59  | 25  | +34  | 61.11 %     | Subcampeón       |
| Copa Libertadores             | 2   | 0  | 0  | 2  | 2   | 6   | -4   | 0 %         | Fase de grupos   |
| Total                         | 144 | 68 | 36 | 40 | 198 | 134 | +64  | 55.55 %     | 1 Título         |

## Palmarés

### Como jugador
| Torneo            | Club     | Sede         | Año  |
| ----------------- | -------- | ------------ | ---- |
| Promoción Ascenso | Belgrano | Buenos Aires | 2011 |

### Como entrenador
| Título           | Club             | País      | Año  |
| ---------------- | ---------------- | --------- | ---- |
| Primera Nacional | Belgrano         | Argentina | 2022 |
| Subcampeonato    | Sporting Cristal | Perú      | 2024 |